# Мориц, Кристоф
Кристо́ф Мо́риц (нем. Christoph Moritz; 27 января 1990, Дюрен, ФРГ) — немецкий футболист, полузащитник.

## Карьера
В четыре года записал в футбольную школу «Виктория» из Арнольдсвайлера, где прозанимался до 16 лет, когда его заметили скауты «Алемании», где он занимался ещё три года в молодёжных группах. В 2008 году был заявлен за вторую команду «Алемании», но провёл в ней всего одну игру.
В июле 2009 года перешёл в «Шальке 04», чтобы играть за вторую команду, но вскоре стал игроком первой. В Бундеслиге дебютировал 8 августа 2009 года в матче первого тура против «Нюрнберга». Кристоф вышел в основном составе, показал неплохую игру и на 76-й минуте был заменён на Василиоса Плиацикаса. Тот матч «Шальке» выиграл со счётом 2:1 усилиями Кевина Кураньи, забившего два мяча. Первый гол в Бундеслиге забил уже в следующем туре, 16 августа, в матче против «Бохума», закончившимся со счётом 3:0. Всего в своём первом чемпионате провёл 28 игр и забил 1 мяч. 18 января 2010 года подписал контракт с «Шальке 04» до июня 2013 года.
В феврале 2013 года стало известно, что Мориц покинет «Шальке» по окончании сезона 2012/13 и присоединится к «Майнцу» в качестве свободного агента.
Летом 2016 года перешёл в футбольный клуб «Кайзерслаутерн» и подписал контракт на 2 года. В сезоне 2018/19 Кристоф Мориц бесплатно перешел в «Гамбург», подписав с клубом контракт до июня 2020 года. В январе 2019 года Мориц на правах аренды перешел в «Дармштадт 98».

## Достижения
- Обладатель Кубка немецкой лиги: 2010
- Обладатель кубка Германии по футболу: 2010/11